# Bleurville
Bleurville là một xã, nằm ở tỉnh Vosges trong vùng Grand Est của Pháp. Xã này có diện tích 20,25 km², dân số năm 1999 là 359 người. Xã này nằm ở khu vực có độ cao từ 248–383 m trên mực nước biển.
Dân địa phương tiếng Pháp gọi là Bleurvillois.

## Biến động dân số
| 1962                                         | 1968 | 1975 | 1982 | 1990 | 1999 | 2007 |
| -------------------------------------------- | ---- | ---- | ---- | ---- | ---- | ---- |
| 438                                          | 473  | 453  | 445  | 396  | 359  | 361  |
| Số liệu từ năm 1962: Dân số không tính trùng |      |      |      |      |      |      |